# Liste des routes nationales de la république démocratique du Congo
Pour les articles homonymes, voir RN.

Les routes nationales sont, en République démocratique du Congo, des voies importantes qui relient des portions importantes du territoire. Celles-ci sont gérées par l’Office national des routes.

## Présentation
Leur usage est parfois soumis à des droits de péage lors du franchissement de certains ouvrages d’art. Le Fonds national d'entretien routier (FONER)  a également installé des péages afin de percevoir des fonds pour l'entretien de ces routes. Elles sont ouvertes à tous les véhicules.
Certains tronçons de certaines routes sont trop dégradés pour être utilisables, certains sont difficilement utilisables toute l’année, d’autres sont inutilisables durant la saison des pluies, et certains sont en assez bon état. Mais d'une manière générale, ces routes sont peu entretenues malgré les droits de péage payés au FONER.

## Routes nationales
| RN       | Villes traversées | Distance (km) |
| -------- | --- | ------------- |
| RN 1     | Banana, Moanda, Boma, Matadi, Songololo, Mbanza-Ngungu, Madimba, Kinshasa, Nsele, Kenge, Kikwit, Tshikapa, Kananga, Mbuji-Mayi, Mwene-Ditu, Kamina, Bukama, Kabondo Dianda, Lubudi, Likasi, Lubumbashi, Sakania | 3 086,7       |
| RN 2     | Mbuji-Mayi, Kabinda, Lubao, Mwenga, Kabare, Bukavu, Kalehe, Goma, Rutshuru, Lubero, Beni | 1 404,2       |
| RN 3     | Kisangani, Lubutu, Walikale et Bukavu | 562,4         |
| RN 4     | Beni, Mambasa, Bafwasende, Kisangani, Banalia, Buta, et Bondo | 1 505,4       |
| RN 5     | Bukavu, Uvira, Baraka, Fizi, misisi, Kalemie, Pweto, Kilwa, Kasomeno, Lubumbashi | 1 356         |
| RN 6     | Libenge, Gemena, Lisala, Bumba, et Aketi | 839           |
| RN 7     | Kisangani, Ikela, Lodja, Kananga | 1 229         |
| RN 8     | Mbandaka, Ingende, Boende, Yayama | 856           |
| RN 9     | Bagata, Mosango | 170           |
| RN 12    | Mbanza-Ngungu – Boma | 440           |
| RN 16    | Kisantu, Kimvula, Popokabaka, Mayamba | 452           |
| RN 17    | Mongati – Bagata | 360           |
| RN 18    | |               |
| RN 19    | Kilunda – Kikwit | 415           |
| RN 20    | Isangempoo – Bulungu | 630           |
| RN 21    | |               |
| RN 22    | Ikombe – Basankusu | 230           |
| RN 23    | Boyabo – Zongo | 90            |
| RN 24    | Gemena – Gbadolite – Yakoma | 470           |
| RN 25    | Buta – Nia-Nia | 740           |
| RN 26    | Djamu – Aba | 220           |
| RN 27    | Komanda – Bunia | 75            |
| RN 28    | |               |
| RN 31    | Lubutu – Kasongo | 580           |
| RN 32    | |               |
| RN 33    | Kabondo Dianda, Mulombo-Nkulu, Manono, Niemba, Kalemie | 768           |
| RN 34    | Kirungu – Mwandapole | 90            |
| RN 35    | Kasomeno, Kasenge | 70            |
| RN 39    | Nguba – Kolwezi – Dilolo – Bulungu | 1 300         |
| RN 40    | Mwene-Ditu – Kananga | 250           |
| RN 41    | Mweka – Kananga | 230           |
| RN 42    | Kadimaiba – Lusambo | 135           |
| RN 42    | Mambasa - Bunia - Mahagi - Aru | 528           |
| Sources: | |               |